# Красная Горка (Архангельский район)

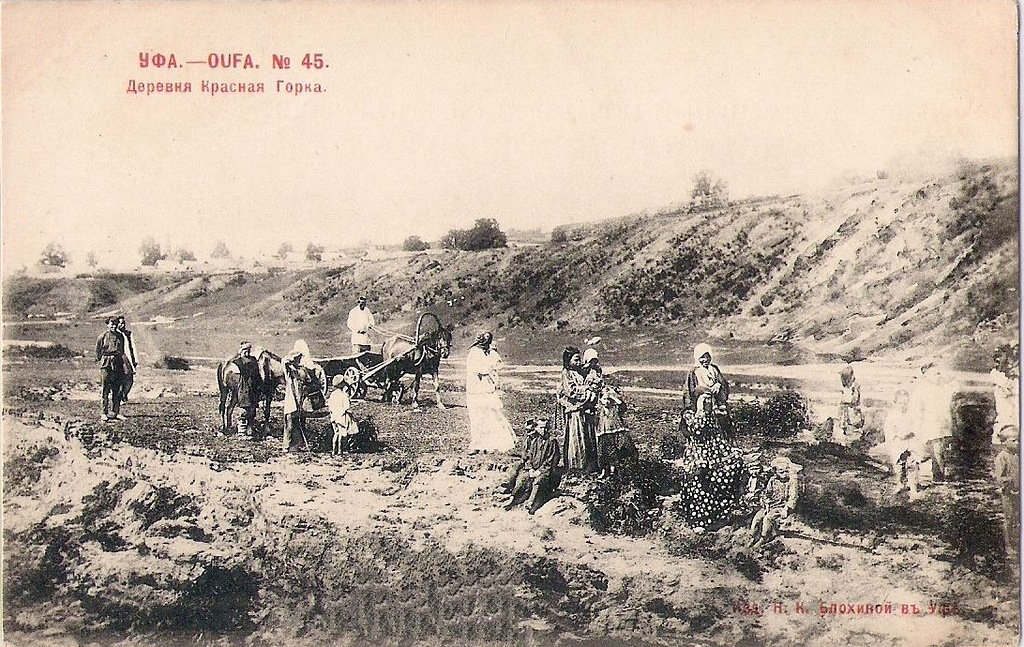
Деревня Красная горка

Красная Горка (баш. Красная Горка) — деревня в Краснозилимском сельсовете Архангельского района Республики Башкортостан России.

## История
Одно из латышских поселений Архангельского района.
Историк сел и деревень Башкортостана А.3. Асфандияров писал:
«Сегодняшние латышские деревни и поселки Горный, Победа, Красная Горка, Устье-Бассы возникли на местах тех же хуторов, основанных в конце XIX в.».

## Население
| 2002 | 2009 | 2010 |
| ---- | ---- | ---- |
| 0    | ↗2   | →2   |

По данным на 1981 г. основное население деревни составляли латыши.

## Географическое положение
Расстояние до:
- районного центра (Архангельское): 9 км,
- центра сельсовета (Красный Зилим): 12 км,
- ближайшей железнодорожной станции (Приуралье): 11 км.